# Torana

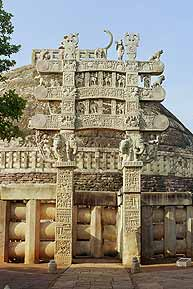
Torana ve vesnici Sanči ve státě Madhjapradéš

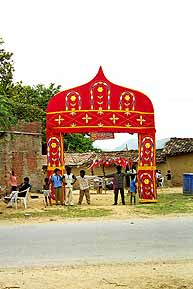
Torana vztyčená v roce 2003 pro svatební obřad ve státě Rádžasthán

Torana je prvek hinduistické a buddhistické architektury. V překladu znamená brána.
Toranu můžeme najít např. v indické Sáňčí. Podobné jsou také brány Torii v Japonsku.